# Bin'o Bine
Bin'o Bine est une série télévisée franco-algérienne en 42 épisodes de 26 minutes, créée par Olivier Martin, Valérie Delos et Anne Hugo, coproduite par Film Avenir Production, Beur TV et Canal Algérie, et diffusée à partir du 2 novembre 2004 sur Canal Algérie, du 15 novembre 2004 sur Beur TV et de septembre 2005 sur LCM. La sitcom est également diffusée sur la chaîne France Ô.

## Synopsis
Cette sitcom raconte la vie de deux familles algériennes immigrées en France et voisines de palier dans un immeuble du Panier à Marseille.
La famille Rouabhi est installée depuis longtemps. Elle comprend le père Fouad, la mère Yamina et les enfants Fathi et Gazelle. Ils sont plutôt modestes à la différence des Slimani, récemment débarqués pour que leurs enfants puissent avoir une meilleure éducation. Parmi eux le père, Ali, la mère Meriem et les enfants Nadjib et Wafa.
Parmi les personnages secondaires, on compte Bertrand, le tenancier du salon de thé Le Rest'Oran et ses deux cuisiniers Manuel et Mario.

## Distribution
- Rony Kramer : Fouad
- Fatiha Cheriguene : Yamina
- Fayçal Safi : Fathi
- Saïda Jawad : Gazelle
- Tewfik Behar : Ali
- Fabienne Carat : Meriem
- Karim Rabia : Nadjib
- Priscilla Mauvois-Muray : Wafa
- Stéphane Serfati : Bertrand
- Liam Engle : Manuel
- Thierry Ramoin : Mario